# Большое (Вологодская область)
Большое — село в Вологодском районе Вологодской области.
Входит в состав Старосельского сельского поселения (с 1 января 2006 года по 8 апреля 2009 года входило в Кипеловское сельское поселение), с точки зрения административно-территориального деления — в Кипеловский сельсовет.
Расстояние до районного центра Вологды по автодороге — 67 км, до центра муниципального образования Стризнево по прямой — 10 км. Ближайшие населённые пункты — Хоробрец, Мичково, Мильково, Минейка.
По переписи 2002 года население — 104 человека (52 мужчины, 52 женщины). Всё население — русские.

## Известные люди
В селе родился советский учёный-материаловед А. Т. Туманов.